# Ignacy Vogel

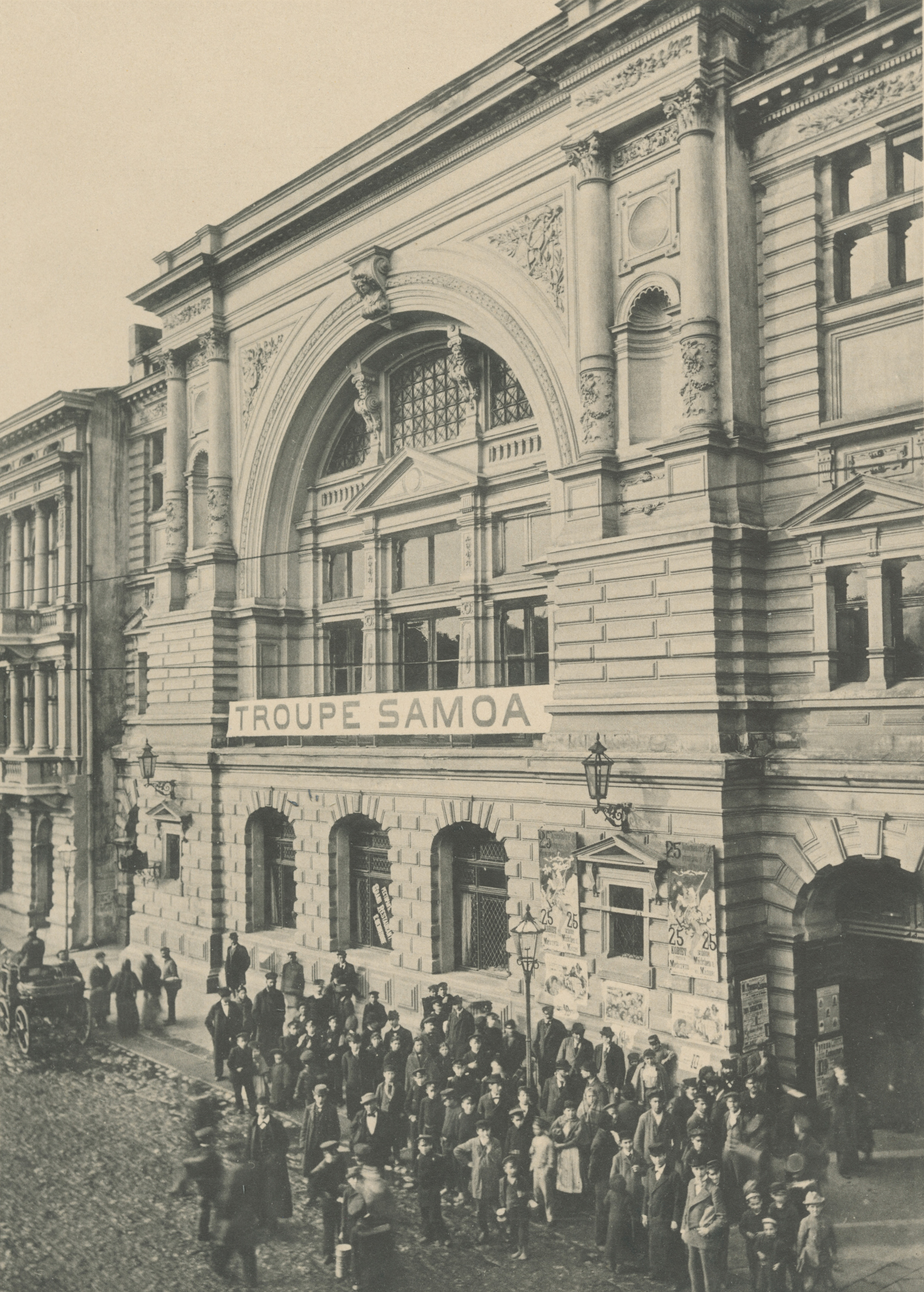
Dom koncertowy Ignacego Vogla. Fot. Bronisław Wilkoszewski, 1896

Ignacy Vogel (ur. w 1831, zm. 7 października 1911 w Łodzi) – przedsiębiorca, założyciel teatru Thalia i Domu Koncertowego Ignacego Vogla – protoplasty Filharmonii Łódzkiej.

## Życiorys
Vogel posiadał wiele działek w Łodzi, na których stały parterowe domy. W latach 60. XX w. były to posesje przy ul. Piotrkowskiej 64, a także ul. Narutowicza 8 i 10 (dawn. ul. Dzielna 6 i 8). W latach 70. XIX w. poszerzył swój majątek o działki przy ul. Narutowicza 16) i ul. Narutowicza 20. W głębi posesji przy ul. Dzielnej 18 (obecnie ul. Narutowicza 20) w 1876 r. utworzył salę taneczną (w miejscu późniejszego gmachu kina Bałtyk), którą przekształcił w teatr Thalia otwarty uroczyście 8 października 1882 r. Vogel umożliwiał w nim grę jedynie zespołom niemieckim. W latach 1883–1887 wybudował gmach sali koncertowej wg projektu Otto Gehliga, który zrealizowano bezpośrednio przed gmachem teatru. 27 stycznia 1887 r. w domu koncertowym Vogla odbył się pierwszy koncert. Vogel organizował w budynku koncerty, imprezy masowe, bale, odczyty, imprezy dobroczynne. Gmach domu koncertowego rozebrano w 2000 r. zastępując nowym budynkiem, który nawiązuje wyglądem do dawnego obiektu. Vogel zmarł w 1911 r. przekazując w spadku gmach sali koncertowej swojemu synowi. Po jego śmierci nadal nazywano utworzony przez niego dom koncertowy, Domem Koncertowym Ignacego Vogla.

### Życie prywatne
Vogel był synem Ignacego Vogla oraz Teresy z domu Klingier. Jego żoną była Augusta Vergau, z którą miał syna Alojzego.